# ヤンチョー・ミクローシュ
ヤンチョー・ミクローシュ（ハンガリー語: Jancsó Miklós ハンガリー語発音: [ˈjɒnʧoːˈmikloːʃ], 1921年9月27日 - 2014年1月31日） はハンガリー・ペシュト県・ヴァーツ市出身の映画監督。

## 略歴
高校卒業後、南ハンガリーのバラニャ県県庁所在地であるペーチ市にある1367年に創立されたハンガリー最古の大学であるハンガリー王立エルジェーベト大学法学部に入学し、1944年にトランシルヴァニア・コロジュ県の県庁所在地のコロジュヴァールにあるハンガリー王立フェレンツ・ヨージェフ大学を卒業。弁護士会に登録はしたが、実際に弁護士業務に従事することはなく、1946年に首都ブダペストに上京し、国立映画芸術大学で映画製作を学ぶ。
1959年に作家のヘルナーディ・ジュラと出会い、ヘルナーディの亡くなる2005年までヤンチョー監督、ヘルナーディ脚本で多くの映画を制作。1960年代に制作した作品で世界的に高い評価を得る。1960年代後半にイタリアに移り、10年ほどそこで映画製作をする。1972年のMég kér a népでカンヌ国際映画祭 監督賞を受賞した。
1950年代から現在まで、コンスタントに監督しているが、日本での公開作品は少ない。

## 主な作品
- 密告の砦 Szegénylegények (1965)
- 赤と白 Csillagosok, katonák(The Red and the White)(1967)
- 赤い賛美歌 Még kér a nép (Red Psalm) (1972)
- エレクトラ、わが愛 Szerelmem, Elektra (Beloved Electra) (1974)
- Vizi privati, pubbliche virtù (Private Vices and Public Virtues) (1976)
- ハンガリアン狂詩曲 Magyar rapszódia (1979)
- L'aube (Dawn) (1985)
- モンスターの季節 Szörnyek évadja (Season of Monsters) (1987)
- Jézus Krisztus horoszkópja (Jesus Christ's Horoscope) (1989)
- Kék Duna keringö (Blue Danube Waltz) (1992)
- Nekem lámpást adott kezembe az Úr, Pesten (Lord's Lantern in Budapest) (1999)
- Anyád! A szúnyogok (2000)